# ゴールドライン (ドーハメトロ)
ゴールドライン（アラビア語: الخط الذهبي、英語: Gold Line）は、カタール・ドーハにあるドーハメトロの鉄道路線である。ラス・ブ・アッブード駅 - アル・アジジーヤ駅を結ぶ。路線図や乗り換え案内で使用されるラインカラーは金である。路線記号はM3。

## 概要
本線はラス・ブ・アッブードから地下を西へ進み、ドーハの伝統的な旧市場であるスーク・ワーキフを経由し、アッ・セッド付近からアル・ワーブ通りの下をまっすぐ西へ進み、ショッピングモールであるヴィラッジオまでつながっている。全線が地下区間である。全駅バリアフリーとなっており、一部を除いたほぼすべての出入口にエレベーター・エスカレーターの両方が設置されている。各駅に駅窓口と自動券売機が設置されているほか、一部の駅では地下商店街や自動販売機も設置されている。また、一部の駅にはパークアンドライドのための無料駐車場も備わっている。

## 沿革

### 年表
- 2019年
  - 11月21日：全線開業。
- 2020年　
  - 3月12日：新型コロナウイルス感染症拡大に伴い、全線で終日運休[2][3]。
  - 9月1日：全線で運行再開[4][5]。

## 運行形態
全列車各駅停車で運転されている。運行時間は曜日により異なり、特にイスラム教の礼拝の時間にあたる金曜午前中は一切列車の運行が無い。また、終電の時刻は各駅出入口付近に掲示されており、終電のダイヤは運行時間内に終着駅に到着するように設定されているため、特に始発駅ではかなり早い時間に出発するので注意が必要である。また、終電に近くなると各駅で最終電車の時刻に関する自動放送が一定間隔で繰り返し放送される。
運転間隔は、5分サイクルで運行されている。
プラットホームはホームドア含めて6両分あるが、今のところ全列車3両で運転されており、6両編成での運転は存在しない。
| 曜日           | 運行時間帯      |
| -------------- | --------------- |
| 日-水・ 土曜日 | 6時 - 23時      |
| 木曜日         | 6時 - 23時59分  |
| 金曜日         | 14時 - 23時59分 |

## 無人運転とホームドア
開業当初から全線でGrade of Automation(GoA)レベル4に相当するUnattended Train Operation(UTO)自動運転が行われている。UTO運転とは運転士・乗務員含め一切係員が乗務しない運転方法のことをいう。最高速度は100km/hで、GoA 4のUTO運転を行う路線のなかでは世界最速列車の1つと言われている。
また、開業当初から全駅でフルスクリーンタイプのホームドアが設置されている。ホームドアの各扉上部にはディスプレイが設置されており、どの位置にどの座席クラスが来るのかがイラストと文字で表示されている。スタンダードクラスの乗客によるゴールドクラブへの誤乗を防ぐため、ゴールドクラブの乗車口で駅係員が切符の確認を行うことがある。

## 車両
車両については、ドーハメトロ#車両を参照のこと。

## 駅一覧
| 日本語駅名             | アラビア語表記   | 英語表記        | 接続路線                      | 開通年月日     |
| ---------------------- | ---------------- | --------------- | ----------------------------- | -------------- |
| ラス・ブ・アッブード駅 | رأس بو عبود      | Ras Bu Abboud   |                               | 2019年11月21日 |
| 国立博物館駅           | المتحف الوطني    | National Museum |                               | 2019年11月21日 |
| スーク・ワーキフ駅     | سوق واقف         | Souq Waqif      |                               | 2019年11月21日 |
| ムシェイレブ駅         | مشيرب            | Msheireb        | ■レッドライン ■グリーンライン | 2019年11月21日 |
| ビン・マフムード駅     | بن محمود         | Bin Mahmoud     |                               | 2019年11月21日 |
| アッ・セッド駅         | السد             | Al Sadd         |                               | 2019年11月21日 |
| ジョアーン駅           | جوعان            | Joaan           |                               | 2019年11月21日 |
| アッ・スーダーン駅     | السودان          | Al Sudan        |                               | 2019年11月21日 |
| アル・ワアブ駅         | الوعب            | Al Waab         |                               | 2019年11月21日 |
| スポーツシティ駅       | المدينة الرياضية | Sport City      |                               | 2019年11月21日 |
| アル・アジジーヤ駅     | العزيزية         | Al Aziziyah     |                               | 2019年11月21日 |

- 全駅地下駅である。